# Skorpionstæge
Skorpionstægen (Nepa cinerea) er et ferskvandsinsekt på 18-22 mm. Den lever ved kanten af vandhuller eller søer med stillestående vand og mudret bund. Dens farve er afstemt med bundens.den trækker vejret igennem et ånderør som en dykker der snorkler.Det er en så dårlig svømmer, at den kan drukne, hvis den ikke kan krybe op til overfladen. Skorpionstægen ses oftest kravle langs planter på bunden i søgen efter bytte.
Skorpionstægen har fået sit navn, fordi den, på grund af fangkrogene og den lange brod på bagkroppen, ved første øjekast kan ligne en lille skorpion. Brodden kan dog ikke stikke, men er et ånderør med forbindelse til dyrets bageste åndehuller. Den kan således ånde ved at stikke røret op over vandoverfladen.
(Nogle individer hos nogle nepa-arter (Nepa rubra) har vinger, men det vides ikke om den kan flyve. Nogle kilder mener, at Nepa cinerea og Nepa rubra er samme art. cinerea betyder askefarvet og rubra betyder rødfarvet.)